# Уторопська сільська рада
У́торопська сільська́ ра́да (до 2014 року — Уторо́півська) — колишня адміністративно-територіальна одиниця і орган місцевого самоврядування в Косівському районі Івано-Франківської області, що існувала з 1986 по 2017 роки. Центр — село Уторопи.

## Загальні відомості
Водоймища на території, підпорядкованій даній раді: річка Уторопець.

## Населені пункти
Сільській раді підпорядковані населені пункти:
- с. Уторопи

## Склад ради
Рада складається з 16 депутатів та голови.

### Керівний склад ради
| ПІБ                         | Основні відомості                                                                | Дата обрання | Дата звільнення |
| --------------------------- | -------------------------------------------------------------------------------- | ------------ | --------------- |
| Ніжевський Омельян Іванович | Сільський голова, 1961 року народження, освіта, член Української Народної Партії | 26.03.2006   | 31.10.2010      |
| Ніжевський Омельян Іванович | Сільський голова, 1961 року народження, освіта, член партії Єдиний Центр         | 31.10.2010   |                 |

Примітка: таблиця складена за даними джерела